# Władimir Dieminitru
Władimir Władimirowicz Dieminitru, ros. Владимир Владимирович Деминитру (ur. ?, zm. w 1965 we Francji) – rosyjski adwokat, emigracyjny działacz społeczno-kulturalny, wydawca, pisarz i publicysta.
Był adwokatem w Odessie. Podczas wojny domowej w Rosji wyjechał do Gdańska. W 1924 r. utworzył Klub Literacko-Artystyczny „Tryn-trawa”. Stworzył niewielkie wydawnictwo rosyjskie, wydające w latach 1929–1932 pismo „Wiestnik russkoj kołonii Dancyga”. Był też autorem komedii i powieści humorystycznych. Po zajęciu Polski przez wojska niemieckie jesienią 1939 r., zamieszkał w okupowanej Warszawie. W 1944 r. ewakuował się do Słowacji, skąd wyjechał na południe Francji. Po zakończeniu wojny założył w Nicei wydawnictwo. Od 1957 r. przewodniczył Stowarzyszeniu Literacko-Artystycznemu. Na wieczorkach literackich czytał swoje utwory literackie. Występował też z wykładami i odczytami. Pisał artykuły do pisma „Russkaja mysl”. Używał pseudonimu literackiego „Wł. Władimirow”.